# Исток Западной Двины
Исток Западной Двины — местонахождение начала реки Западная Двина. 
Исток находится в Пеновском районе Тверской области, в 4-х километрах от съезда с шоссе Андреаполь — Пено возле деревни Щеверево (нежил.). Западная Двина вытекает из южной части болота Пьянишник недалеко от деревни Корякино (не сохр.) под названием Анучинского ручья (названного в честь известного русского географа, исследователя Верхнедвинья и истока Западной Двины Д. Н. Анучина). В него слева впадает Корякинский ручей, берущий начало в Корякинском болоте. Далее протекает по заболоченной, покрытой лесом лощине, иногда пропадая под зарослями мха. Впадает в северную оконечность озера Двинец.

## История
Первое упоминание о начале Западной Двины и истоках Днепра и Волги содержится в старейшей русской летописи «Повесть временных лет» (XII века): «Днепр же вытекает из Оковского леса и течёт на юг, а Двина из того же леса течёт, а идёт на север и впадает в море Варяжское. Из того же леса течёт Волга на восток и впадает семьюдесятью рукавами в море Хвалисское».
Расположенный на нынешней Валдайской возвышенности, на водораздельной гряде, Оковский лес являлся резервуаром и хранилищем огромных запасов воды. Здесь истоки рек так близко подходили друг к другу, что между ними издревле проходили водные торговые пути с так называемыми волоками, которые тянулись на многие вёрсты. Между истоками Волги и Западной Двины по прямой 40 км, а между озёрами Двинец и Соблаго — около 2-х км.
Происхождение названия Двина окончательно не установлено. Однако в основе гидронима лежит ключевое слово — «вода». По латышски Даугава означает «многоводная», по финоязычной версии — «тихая, спокойная», другие исследователи выводят название из индоевропейских языков со значением «река».
Представления о начале Западной Двины складывались на протяжении длительного времени. Сначала за него принимали исход реки из озера Охват-Жаденье, потом было установлено, что река вытекает из озера Двинец.
«Географическо-статистический словарь Российской империи», подготовленный под руководством вице-президента Русского географического общества П. П. Семёнова (Тян-Шанского) (1827—1914), утверждал: «Двина вытекает из оз. Двинец, или Двинца (близ д. Корякиной), лежащего посреди болот и лесов, на высоте 800 рус. ф. над ур. м., не далее 13 верст в прямом напр. от истока Волги».
Эти сведения надолго закрепились в географической и энциклопедической литературе вплоть до наших дней.
Наряду с этой точкой зрения издавна существовала и другая — народная традиция, считавшая, что исток Западной Двины находится в болотах выше озера Двинец.
Большую роль в окончательном установлении района истока реки сыграли русские учёные — гидролог И. Ф. Штукенберг, опубликовавший на немецком языке в 1844 году первое в научной литературе краткое описание Верхнедвинского ручья: «Началом Двины является небольшой ручей длиной в 1 версту при деревне Корякино, высачивавшийся в густом лесу из мохового болота, которое когда-то была озером», и географ Д. Н. Анучин, совершивший в 1890 году путешествие в район истока и подтвердивший народную точку зрения — «народ полагает начало Двины в болотах, тянущихся по направлению к дер. Гришиной (к оз. Пено)».
Несмотря на то, что ещё в первой половине XIX в. было известно, что Западная Двина зарождается в болотах севернее озера Двинец, до 80-х годов прошлого века было неясно, где конкретно начинается эта река и находится место её истока.

## Экспедиция журнала «Турист»
Место ныне действующего истока было определено в 1986 году экспедицией журнала «Турист».
Опираясь на результаты изучения Верхнедвинья предыдущими исследователями, экспедиция установила, что Западная Двина берёт начало из верхового водораздельного болота Пьянишник на высоте 233 м над уровнем моря. Этот самый протяжённый из местных ручьёв под названием Анучинский и является началом Западной Двины.
В русле Анучинского ручья, на двух сросшихся стволами деревьях была укреплена металлическая пластина с надписью «Исток Западной Двины. Памятный знак установлен экспедицией журнала „Турист“. Май 1986 г.».
Как отмечает в своём предисловии Р. А. Агеева, известный топонимист, действительный член Русского географического общества, заместитель председателя Топонимической комиссии РГО, установление истока одной из крупнейших рек Восточной Европы — серьёзное достижение как тверского, так и отечественного краеведения, заметный вклад в научно-географическое исследование Верхнедвинского края.
Результаты работы экспедиции были опубликованы в журнале «Турист», в марте 1987 г. сделано сообщение на собрании членов Московского филиала Русского (тогда Советского) географического общества Академии наук СССР.
В 1994 году сведения об истоке Западной Двины были включены в энциклопедический справочник «Тверская область», вышедший под редакцией историка-архивиста, краеведа, руководителя архивной службы Тверской области М. А. Ильина.
| 1. Болото Пьянишник     | 233 м |
| 2. Исток Западной Двины | 229 м |
| 3. Корякинское болото   | 227 м |
| 4. Озеро Соблаго        | 225 м |
| 5. Озеро Двинец         | 223 м |
| 6. Озеро Охват          | 214 м |

| - Установка на истоке Западной Двины памятного знака экспедиции журнала «Турист». Фото 1986 г. - Группа латвийских туристов у истока Западной Двины. На деревьях рядом со знаком ж-ла «Турист» появился вымпел с берегов Даугавы. Фото 1994 г. - Впадение Западной Двины (на первом плане) в северную часть озера Охват возле д. Лауга. Фото 1986 г. |

### Альтернативная версия истока Западной Двины
Андреапольские краеведы считают, что началом реки является более протяжённая и многоводная река Волкота, впадающая в озеро Охват. Д. Н. Анучин в отчёте об экспедиции 1894 г. на Верхнедвинье писал: 

Если судить по направленности и водности, то за начало Двины всего справедливее было бы считать Волкоту, проходящую ряд озёр, в том числе и большое озеро Отолово, и текущую с С. И С.С.З., тем более, что воды её служат по преимуществу для питания выходящей из озера к югу З. Двины. Но обычай установил признавать за начало Двины ручей, который вытекает из мохового болота, расположенного на водоразделе с Волгою, и который проходит потом через оз. Двинец.— Анучин Д. Н., 1894
За всё время изучения верховьев Зап. Двины ни один из исследователей не поддерживал «волкотскую» версию. В географической и краеведческой литературе прочно утвердилась народная традиция считать началом Западной Двины болото севернее оз. Двинец возле д. Корякино, где находится ныне действующий исток.

## Благоустройство истока
В 1993 году исток Западной Двины был объявлен тверскими законодательными органами памятником природы, и на его территории образован государственный природный заказник регионального значения «Исток реки Западная Двина — Даугава».
В 2001 году на этом месте был возведён первый, деревянный ансамбль по проекту пеновского архитектора С. А. Бочарова в виде бревенчатой павильон-арки с трёхскатной крышей, напоминающей о том, что Западная Двина протекает по территории трёх государств — России, Латвии и Белоруссии. Зимой 2010—2011 годов был разрушен снежным бураном.
Вторая программа благоустройства была предпринята в 2014 г.: расчищена территория от разрушительной бури, сооружены новые мостики через Верхнедвинский ручей, проведена (хотя и частично) дорога на исток, возведена часовня во имя святого Николая — покровителя всех путешествующих.
Летом 2017 года на район истока обрушился циклон, последствия которого сказываются до настоящего времени[прояснить].
| - Озеро Двинец — памятник природы, через него протекает Западная Двина. - Памятный знак на истоке. На заднем плане — Анучинский ручей (Западная Двина) - Последствия бури 2017 г. - Блюдца воды на Болоте Пьянишник - Заросли карликовых сосен на Болоте Пьянишник |

## Исследователи истока

### Экспедиция стольника Максима Цызырева 1701 г.
Исследования Верхнедвинья и истока Западной Двины ведут начало с первой русской военно-географической экспедиции стольника Максима Цызырева, направленной Петром I в 1701 г. на «вершину Двины»:

1701 года декабря в 11 день, по указу великого Государя, царя и великого князя Петра Алексеевича ... и по приказу ближнего боярина и воеводы Петра Самойловича Салтыкова велено стольнику Максиму Цызыреву сделать тайным обычаем от Витебска вверх до самых вершин Двины реки чертеж с подлиною мерою по маштапу, и очертить и описать то в чертеже имянно, в которых местах от границы, сколько от Двины реки, и где перешла Двина через рубеж Московский, и какие сёла и деревни по ней, и сколько много её бегу в рубежах Московских, и в вершинах какова велика, и какие по ней суда ходят, и какие села вверху по той реке есть, и то все записав имянно, велено написать на роспись в книгу.
— Сапунов А. П., 1893
Экспедиция была военной и тайной и носила разведывательный характер. Двина тогда была порубежной рекой, а граница с Польшей проходила по её притоку р. Торопе.
В «росписи» об истоке сказано так: «Река Двина вышла из Заковицкого лесу и впала в озеро Афото (Охват. — Примечание автора публикации) и то озеро прошла сквозь».
Первое упоминание в литературе о начале Западной Двины севернее оз. Двинец.

### Русские картографы[13]
Внесли большой вклад в исследование Верхнедвинья и истока Западной Двины. После указа Петра I в 1720 г. об учреждении геодезических съёмок местности на смену чертежам вроде карты стольника Цызырева, составлявшихся «от сведущих людей», приходят новые, более точные карты с указанием градусной сетки, масштаба и координат. Этому способствовали и начавшиеся по указу Екатерины II с 1785 г. работы по Генеральному межеванию земель. В изданном по указу Екатерины II в 1792 г. Атласе из сорока четырёх карт состоящем и на сорок два наместничества империю разделяющем (Генеральная карта Российской империи) изображён Верхнедвинский ручей возле оз. Двинец с обозначенным названием «р. Двина» выше оз. Двинец (см. фрагмент карты).

### Экспедиция инженера Волкова 1824 г.[примечание 1]
Направлена в Верхнедвинье комиссией для исследования военных водяных сообщений государства с задачей разработки проекта строительства соединительных каналов между верховьями Волги и Западной Двины. Район работ экспедиции охватывал бассейны рек Волкоты, Жукопы, озёр Охват, Соблаго, Двинец.
Проект предполагал соединение верховьев Волги и Западной Двины каналами через обширные болота от оз. Охват к р. Жукопе (приток Волги).
Для обеспечения судоходства и поднятия уровня воды планировалось при истоке Западной Двины из озера Охват (возле пос. Бобровец) построить плотину со шлюзами. Это позволяло поднять уровень воды в озере Охват на 6 футов (около 2-х метров) и поддерживать в течение 20 дней уровень воды, необходимый для нормального судоходства.
В проекте «О сообщении рек Волги и Западной Двины», на основе результатов топографических исследований высказалось соображение о том, что «вершина всей системы сих вод (Волги и Западной Двины. — Примечание автора публикации) есть небольшое болото, находящееся между озёрами Двинцом и Соблаго и изливающиеся в оные посредством двух ручьёв, в падении своём противоположных».
Проект инженера Волкова не был осуществлён в связи с большим объёмом предстоящих работ и финансовых затрат. Однако попытка его разработки подготовила дальнейшие исследования истока Западной Двины гидрологом И. Ф. Штукенбергом.
1. ↑  Предположительно, речь идёт о Матвее Степановиче Волкове (1802—1878) — по образованию инженере путей сообщения, окончившем в 1821 г. Петербургский институт путей сообщения. С 1820-х годов сотрудничал с «Журналом путей сообщения», в котором в 1827 г. был опубликован отчёт об экспедиции «О сообщении рек Волги и Западной Двины». В будущем — активный сторонник строительства в России железных дорог, в 1843 эмигрировал в Европу.

### Штукенберг И.Ф.(1788—1856).
Русский географ, один из основателей отечественной гидрографии. Немец по национальности, для которого Россия стала второй Родиной. Участник Отечественной войны 1812 г., награждён русскими боевыми орденами. Служил в корпусе инженеров путей сообщения, был директором Боровицких порогов, директором московского тракта между Новгородом и Тверью. Во время жизни в Вышнем Волочке много ездит по Тверской губернии и её уездам, изучает дорожное хозяйство, водные пути сообщения, каналы, прорытые ещё в петровские времена, составляет карты по «водяным сообщениям».
В 1828 г. переезжает в Петербург, где работает архивариусом депо карт главного управления путей сообщения и приступает к написанию своего главного пятитомного труда — «Гидрография России», в котором приводятся сведения и о начале Западной Двины (перевод с немецкого языка):

На самом деле, её фактическим началом является небольшой ручей длиной всего в 1 версту при деревне Корякино, высачивающийся в густом лесу из мохового болота, которое, как и многие другие, когда-то считалось озером в этом высокогорном районе. Как ничем не примечательный ручей, Двина вскоре после ухода из весеннего озера впадает в длинное, шумное, но узкое озеро Охват-Жаденье, длина которого составляет 13 вёрст, а глубина 6—78 (так в оригинале. — Примечание автора публикации) футов.— Штукенберг И. Ф., 1844
Первое свидетельство в географической литературе о начале Западной Двины. Предположительно, речь идёт о ныне зарастающем березняком болоте («моховое болото»), расположенном между болотами Пьянишник и Корякинским, и озере Двинец («весенее озеро»). Ныне этот ручей носит название Верхнедвинского.

### Анучин Д.Н.(1843—1923).
Выдающийся русский географ, глава московской географической школы, археолог, создатель кафедры географии в Московском университете, руководитель общества любителей естествознания, антропологии и этнографии, бессменный редактор географического журнала «Землеведение».
Внёс большой вклад в изучение Верхнего Подвинья. Участник экспедиции для исследования источников главнейших рек Европейской России (1894—1902) под руководством А. А. Тилло. Летом 1894 г. руководил работами по изучению притоков Западной Двины — Волкоты, Торопы, Межи и Обши. Изучал озёра верховьев Волги и Западной Двины. Автор научных трудов: «Озера области истоков Волги и Западной Двины», «Новейшее изучение озёр Европы и несколько новых данных об озёрах Тверской, Псковской и Смоленской губерний», «Верхневолжские озёра и верховья Западной Двины. Рекогносцировки и исследования 1894—1895 гг.» и др.
В 1890 г. совершает поездку на исток Западной Двины, который, как тогда считалось, находился при выходе её из оз. Двинец. Пришёл к выводу: «Народ признаёт за начало Двины не озеро Двинец, а полагает его в 6 верстах выше в болотах, тянущихся по направлению к дер. Гришиной (к озеру Пено)».
Через несколько лет конкретизирует свой вывод: 

За начало последней (Западной Двины. — Примечание автора публикации) принимается ручей, вытекающий из мохового болота, расположенного на даче удельного ведомства на водоразделе с Волгою (на абсолютной высоте около 107 саж.) и который проходит затем через небольшое озеро Двинец, имеющее до 4 вер. в окружности, но мелкое (с глубинами не более 4 м, а в среднем меньше 2 м). Вся длина начального ручья З. Двины, до впадения в озеро Охват, составляет около 7-8 вер. ...— Анучин Д. Н., 1898

### Сапунов А.П.(1852—1924).
Историк, краевед, известный не только в Белоруссии, но и на Псковщине, где родился в селе Усвяты. Долгое время жил и работал в г. Витебске. Был учителем истории в местной гимназии, преподавателем в созданном по его инициативе филиале Московского церковно-исторического музея.
Автор книги «Река Западная Двина» — единственной монографии, изданной об этой реке, в которой собрано большое количество уникальных материалов о Западной Двине, истории её исследования, легендах, средневековых картах, исторических событиях, документов из российских архивов, в частности, чертёж и описание экспедиции Максима Цызырева 1701 г. на исток Западной Двины.
Бо́льшая часть книги посвящена среднему и нижнему течению реки. Сведения об истоке крайне скудны: «За начало Двины прежде принимали исток её из оз. Охват-Жаденье, но теперь установлено, что она берёт начало выше из небольшого оз. Двинец, или Двинца, имеющего версты четыре в окружности вблизи деревень Корякино и Двинца».

### Прокудин-Горский С.М.(1863—1944).
Выдающийся русский фотограф, учёный, изобретатель, пионер цветной фотографии в России. В 1906 г. выступил с программой создания Коллекции достопримечательностей Российской империи — цветной летописи России, её исторических и культурных памятников, памятников архитектуры и природы. Программа получила одобрение царя Николая II, выделившего для съёмок специальный железнодорожный вагон, переоборудованный под фотолабораторию.
В 1909—1916 годах посещает большую часть России, сделав тысячи цветных фотографий храмов, монастырей, видов городов, быта и занятий населения, памятников природы.
В 1910 г. Прокудин-Горский предпринимает поездку в Тверскую губернию для съёмки истоков Западной Двины. В районе истока он делает два цветных снимка: «Сушка сетей на озере Карякина» и «Исток Западной Двины возле д. Карякина», который сделан в среднем течении Верхнедвинского ручья в 500 метрах от ныне действующего истока. Место съёмки фотографии установлено краеведами в 2014 г. Сейчас оно является одной из достопримечательностей истока.

### Шимкевич Э.Э. (1915—1990).
Краевед, учитель истории Андреапольской средней школы №1 Тверской области, организатор школьного краеведческого кружка, основатель районного краеведческого музея, носящего его имя. Почётный гражданин Андреапольского района, ветеран Великой Отечественной войны.
Один из первых послевоенных исследователей истока Западной Двины. В 1950-х гг. водит на оз. Двинец своих учеников.
У впадения Западной Двины в озеро Двинец устанавливает памятный столб, известный как «столб Шимкевича» с надписью «Здесь начинается Западная Двина».
Вместе со школьниками принимает активное участие в археологической экспедиции, работавшей в Верхнедвинье под руководством археолога Я. В. Станкевич.
В 2012 г. родственники Э. Э. Шимкевича и местные краеведы устанавливают взамен старого обветшавшего столба новый в знак уважения к памяти андреапольского краеведа. Теперь тропа от д. Корякино по берегу оз. Двинец носит название Тропа Шимкевича, а памятный столб стал одной из достопримечательностей района истока.

### Экспедиция журнала «Турист» — 1986.
Установила место ныне действующего истока в 1986 г. (начальник экспедиции — главный редактор журнала «Турист», член Русского (тогда Советского) географического общества Б. В. Москвин, научный руководитель — писатель, краевед, член Русского географического общества А. С. Попов).
Основываясь на сведениях предыдущих исследователей, экспедиция установила, что истоком Западной Двины является Анучинский ручей, вытекающий из болота Пьянишник. В русле ручья на двух сросшихся стволами деревьях в августе 1986 г. был установлен памятный знак журнала «Турист».
В 1993 г. место истока было объявлено памятником природы, и на его территории образован Государственный природный заказник «Исток реки Западная Двина — Даугава».
В 1994 г. сведения о ныне действующем истоке Западной Двины были включены в энциклопедический справочник «Тверская область».
В настоящее время исследования истока продолжает краеведческая группа А. С. Попова.
В 2019 г. её руководитель был награждён почётной грамотой Союза краеведов России и дипломом "Подвижник краеведения" как победитель Всероссийского конкурса региональной и краеведческой литературы "Малая Родина — 2019" за вклад в развитие краеведческого движения и научно-краеведческое изучение Тверского края.

### Кольцов А.Д.
Тверской краевед, основатель и бессменный директор Пеновского районного краеведческого музея, почётный гражданин Пеновского района Кольцов Александр Дмитриевич с времени открытия ныне действующего истока Западной Двины является его неформальным хранителем и пропагандистом, организатором многих краеведческих экскурсий. Большой знаток своей Малой Родины, её прошлого и настоящего, автор многих краеведческих книг о родном крае, является активным сторонником дальнейшего обустройства и развития истока, создания на его основе национального ландшафтного парка-заповедника «Исток Западной Двины-Даугавы» с объединением усилий всех заинтересованных организаций государств, по территории которых протекает река.
В 30 м от ныне действующего истока выше по течению Анучинского ручья находится выход на поверхность потока воды, который носит название «Родник Кольцова».

## Достопримечательные и памятные места
| - Часовня во имя святого Николая — покровителя всех путешествующих. Сооружена в 2014 г. - «Место истока Западной Двины около дер. Карякина» Фото С. М. Прокудина-Горского. 1910. Снимок сделан в 500 м от ныне действующего истока - «Сушка сетей на озере Карякина» Фото С. М. Прокудина-Горского. 1910. Снимок сделан с юго-восточного берега озера Двинец - Болото Пьянишник — памятник природы, место рождения Западной Двины - Столб Шимкевича. Установлен возле впадения Западной Двины в озеро Двинец - Озеро Двинец — памятник природы. Справа поляна, на которой стояли дома д. Корякино - Деревня Корякино (не сохр.) — место свершения на берегу оз. Двинец чина малого водосвятия оз. Двинец и Зап. Двины - Исток Западной Двины из озера Двинец, долгое время считавшийся началом Западной Двины |